# Sílvia Orriols
Sílvia Orriols I Serra, née à Vic (Espagne) le 9 octobre 1984, est une femme politique espagnole, présidente du parti politique d'extrême droite indépendantiste Aliance Catalane, candidate à la mairie de Ripoll pour les élections municipales de 2019 et 2023 et maire de Ripoll depuis le 17 juin 2023,,.

## Biographie
Sílvia Orriols nait à Vic, dans la province de Barcelone, le 9 octobre 1984.
Elle obtient un diplôme en science des bibliothèques et en documentation à l'Université de Vic puis à partir de 2006 elle travaille comme employée administrative dans une entreprise privée.
Sur le plan politique, elle milite dans divers partis politiques. En 2004 elle figure sur la liste du parti État Catalan pour les élections européennes. Après le référendum de 2017 sur l'indépendance de la Catalogne, elle commence à participer activement aux manifestations à Ripoll contre l'application de l'article 155, gagnant progressivement en visibilité grâce à ce type d’actions.
Par la suite, elle adhère au Front Nacional de Catalunya (es), parti avec lequel elle se présente aux élections municipales de 2019 à Ripoll, obtenant 503 voix et un siège de conseillère municipale. Les autres partis du conseil municipal mettent en place un cordon sanitaire, s’engageant à ne pas conclure d’accords ni à participer à des débats électoraux avec elle. En mars 2020 elle quitte le parti et continue à siéger au conseil municipal en tant que conseillère non inscrite.
En juillet de la même année, elle fonde un nouveau parti politique, Alliance Catalane, avec lequel elle défend l’indépendance de la Catalogne avec des positions antisalafistes, islamophobes et antiespagnoles. Par la suite, elle se présente comme candidate à la mairie lors des élections municipales de 2023. Son parti obtient le plus de voix avec six conseillers municipaux et plus de 30% des voix. Face à cette situation, la majorité des autres forces politiques tente de conclure un accord pour empêcher Sílvia Orriols de devenir maire de Ripoll. Cependant, ce pacte échoue car Ensemble pour la catalogne se retire du cordon sanitaire ce qui permet à Sílvia Orriols de devenir maire,.
Le parti obtient deux sièges et près de 120 000 voix lors des élections au Parlement de Catalogne de 2024 où Orriols était candidate à la présidence de la Généralité,.
En 2023 la Généralité de Catalogne engage une procédure disciplinaire à son encontre en raison de déclarations télévisées présumées discriminatoires à l'égard des musulmans.
En 2024, elle est la cible d’une « escrache » organisée par l’Organització Juvenil Socialista (OJS) à Ripoll, lors d’un rassemblement en soutien à la Palestine et en opposition à son parti, Alliance catalane. Environ deux-cents personnes se réunissent sur la place de la Lira où elles critiquent sa posture xénophobe ainsi que son soutien au sionisme. Au cours de la manifestation Orriols est aspergée de farine, un fait qu’elle dénonce sur ses réseaux sociaux.
En 2024, l’Oficina d'Igualtat de Tracte i No-Discriminació (Office pour l’égalité de traitement et la non-discrimination), à la suite d'une plainte citoyenne fondée sur la loi sur l’égalité de traitement, lui inflige une amende de 10 000 € pour des propos xénophobes et racistes tenus lors d’une interview en 2022 sur la chaîne 8TV. Dans cette interview, elle avait décrit une hypothétique Catalogne islamique comme étant marquée par des viols collectifs, des mutilations génitales, des mariages forcés, de la misogynie et de l’homophobie, et avait affirmé que « les musulmans obéissent à une loi religieuse, et la charia est incompatible avec les valeurs de l’Occident ».

## Idéologie
Orriols défend une idéologie proche de l’extrême droite,,,. Elle est comparée à plusieurs figures politiques européennes associées à cette mouvance, telles que Giorgia Meloni, Alice Weidel et Marine Le Pen, et est également liée à la mouvance identitaire,,.
Elle exprime publiquement son admiration pour Donald Trump ainsi que pour Daniel Cardona, l’un des fondateurs du parti politique État catalan et partisan d’une « Catalogne libre de toute attache hispanique ».
Orriols rejette toute étiquette de gauche ou de droite et se définit elle-même comme indépendantiste, nationaliste catalane, islamophobe et antiespagnole. Elle est également décrite comme une politicienne populiste, réactionnaire et étatiste,,.
Elle affirme se sentir idéologiquement plus proche de la CUP (gauche indépendantiste radicale) que de Vox (extrême droite espagnole), et considère Salvador Illa, président de la Généralité de Catalogne, comme un impérialiste,.
Son discours est centré sur des politiques hostiles à l’immigration et elle-même considère que l’immigration est en réalité une invasion, une idée qui s’inscrit dans la théorie complotiste du « grand remplacement »,,,. Orriols considère comme immigrantes toutes les personnes non nées en Catalogne : des régions comme l’Andalousie ou l’Estrémadure, en passant par l’Amérique latine, la Chine ou le Maghreb, ce qui conduit à qualifier son idéologie de raciste, xénophobe et proche du suprémacisme blanc,,,.
Elle pense que la déclaration unilatérale d'indépendance (en) est la seule voie possible pour permettre à la Catalogne de contrôler ses frontières. Selon elle, la Catalogne est « envahie par l’Espagne depuis 300 ans », et elle défend une Catalogne « catalane, libre, occidentale, catholique, prospère et éternelle »,. Elle considère que le catalan doit être la seule langue officielle de la Catalogne et s’oppose à l’immersion linguistique ainsi qu’au bilinguisme avec l’espagnol. Elle a notamment déclaré : « Avec autant d’Andalous et de musulmans, plus personne ne parlera catalan en Catalogne ». Depuis son entrée au Parlement de Catalogne comme députée, elle a encore radicalisé son discours anti-espagnol. À la tribune, elle a affirmé que : « Même s’il y avait 99 % d’hispanophones en Catalogne, l’espagnol ne sera jamais la langue naturelle et propre de la Catalogne », et a souligné que l'espagnol est arrivé en Catalogne « par l’immigration et le droit de conquête exercé par l’Espagne », des propos vivement critiqués par des partis comme Vox et le PP,.
Orriols soutient que les Catalans forment une race, une idée proche du racialisme catalan (es), qui postule une supériorité des catalans sur les espagnols,,,.
Elle s’oppose à la célébration de fêtes comme la Feria de Abril, la tauromachie, ou l’Aïd al-Adha en Catalogne, ainsi qu’au port de la burqa dans les espaces publics. En février 2025, elle propose d’interdire le voile islamique dans toutes les écoles publiques de Ripoll, le qualifiant de « symbole contraire à la liberté des femmes ». Elle estime que l’identité nationale catalane est en danger d’extinction et affirme que le multiculturalisme est un échec social,.
Elle termine souvent ses discours par la phrase : « Visca Ripoll, visca Catalunya, i mori Espanya ! » (« Vive Ripoll, vive la Catalogne, et que l’Espagne meure ! »), et refuse de faire des déclarations en espagnol,,,,.
Orriols s’est également déclarée favorable aux droits des personnes LGBT, et soutient publiquement le mariage entre personnes du même sexe, l’identité de genre ainsi que le féminisme,,. Cette position a conduit certains responsables politiques de gauche à l’accuser d’être homonationaliste et féminationaliste, estimant qu’elle utilise ces postures libérales pour attaquer les immigrés,. Elle soutient Israël dans le cadre de la guerre israélo-palestinienne.